# 利沢行夫
利沢 行夫（りざわ ゆきお、1931年2月23日 - 2019年1月12日）は、日本のアメリカ文学者、文芸評論家。筑波大学名誉教授。

## 略歴
栃木県生まれ。本名・幸雄。東京教育大学卒、1967年「自己救済のイメージ 大江健三郎論」で群像新人文学賞受賞。東京教育大学助教授、教授、筑波大学教授、1994年定年退官、名誉教授。2019年1月12日に死去。87歳没。

## 著書
- 『戦後作家の世界 昏迷期の想像力』荒地出版社 1971
- 『サリンジャー 成熟への憧憬』冬樹社 1978
- 『光と翳りの季節 小川国夫の世界』小沢書店 1979
- 『戦略としての隠喩 日常言語・小説にみる「ことば」のしくみ』中教出版 1985

### 共編著
- 『国境を越えた文学』英潮社出版 1976
- 『スタインベック研究』大竹勝共編 荒地出版社 1980
- 『昭和文学60場面集 4 小説空間を読む-情念篇』中村博保共編著 中教出版 1990

### 翻訳
- スタンレー・ハイマン『批評の方法 2 解釈批評の方法』岩元巌共訳 大修館書店 1974
- フィリップ・ヤング『アーネスト・ヘミングウェイ』冬樹社 1976
- アンドレイ・コドレスク『外部の消失 亡命へのマニフェスト』法政大学出版局(叢書・ウニベルシタス)1993